# André Muff
André Muff (ur. 28 stycznia 1981 w holenderskim Emmen) – szwajcarski piłkarz grający na pozycji napastnika.